# Treg Brown
Treg Brown (Gilbert, 4 de novembro de 1899 — Irvine, 28 de abril de 1984) é um sonoplasta estadunidense. Venceu o Oscar de melhor edição de som na edição de 1966 por The Great Race.